# Giacomo Pignataro
Giacomo Pignataro (Caltagirone, 23 febbraio 1963) è un economista italiano, rettore dell'Università di Catania dal 2013 al 2016.

## Biografia
Dopo essersi laureato in economia e commercio nel 1986 presso l'Università degli Studi di Catania, ha conseguito il Master of Science in Economics e successivamente, il Ph.D. in Economics presso l'Università di York.
Dal 2002 è professore ordinario del settore scientifico disciplinare di scienza delle finanze presso il Dipartimento di Economia e Impresa dell'Università degli studi di Catania.
Dal 28 febbraio 2013 al 29 luglio 2016 è stato rettore dell'Università di Catania, decaduto in seguito alla sentenza n.243/2016 del CGA.
Il 28 giugno 2019 viene sospeso dal giudice per le indagini preliminari in seguito ad un suo coinvolgimento nello scandalo denominato Università bandita. Oltre a lui sono stati sospesi altri professori dell’ateneo catanese e lo stesso rettore Francesco Basile per aver truccato alcuni concorsi.
Il 22 settembre 2021 il GUP di Catania, Marina Rizza, ha dichiarato il non luogo a procedere per il reato di associazione a delinquere, ha derubricato il reato di turbata libertà di scelta del contraente, rinviandolo a giudizio (insieme ad altri sette docenti e un altro ex rettore) per il reato di abuso d’ufficio. La prima udienza del processo si è tenuta il 10 maggio 2022 davanti alla terza sezione penale del Tribunale di Catania.